# Will.i.am Music Group
will.i.am Music Group är ett skivmärke grundat av will.i.am från The Black Eyed Peas.

## Artister
- Macy Gray[1]
- Fergie[1]
- Sérgio Mendes[1]
- Kelis[2]
- Cheryl Cole[3]
- Natalia Kills[4]